# Enel (Chile)
Enel Chile S.A. es un holding eléctrico integrado con operaciones en los segmentos de generación, distribución y otros negocios relacionados con la transformación y extensión del mercado eléctrico. Cuenta con una capacidad instalada bruta de 8.408 MW de generación a lo largo de Chile al 31 de diciembre de 2022, representando un 27% de la potencia instalada en el Sistema Eléctrico Nacional. Además, distribuye energía eléctrica a más de dos millones de clientes en la Región Metropolitana de Santiago.      
Las operaciones en los distintos segmentos son llevadas a cabo a través de las subsidiarias Enel Generación Chile y Enel Green Power Chile en generación, Enel Distribución Chile en distribución y Enel X Chile en el segmento de nuevos negocios.    
Enel Chile es parte de Enel S.p.A., una Compañía eléctrica multinacional y un actor integrado en los mercados mundiales de energía, gas y energías renovables. Está presente en más de 30 países en todo el mundo, produciendo energía con más de 90 GW de capacidad instalada. Enel S.p.A. distribuye electricidad a través de una red de más de 2,3 millones de kilómetros, y con más de 6,7 millones de usuarios finales en todo el mundo, contando con la base de clientes más grande entre sus pares europeos.

## Historia

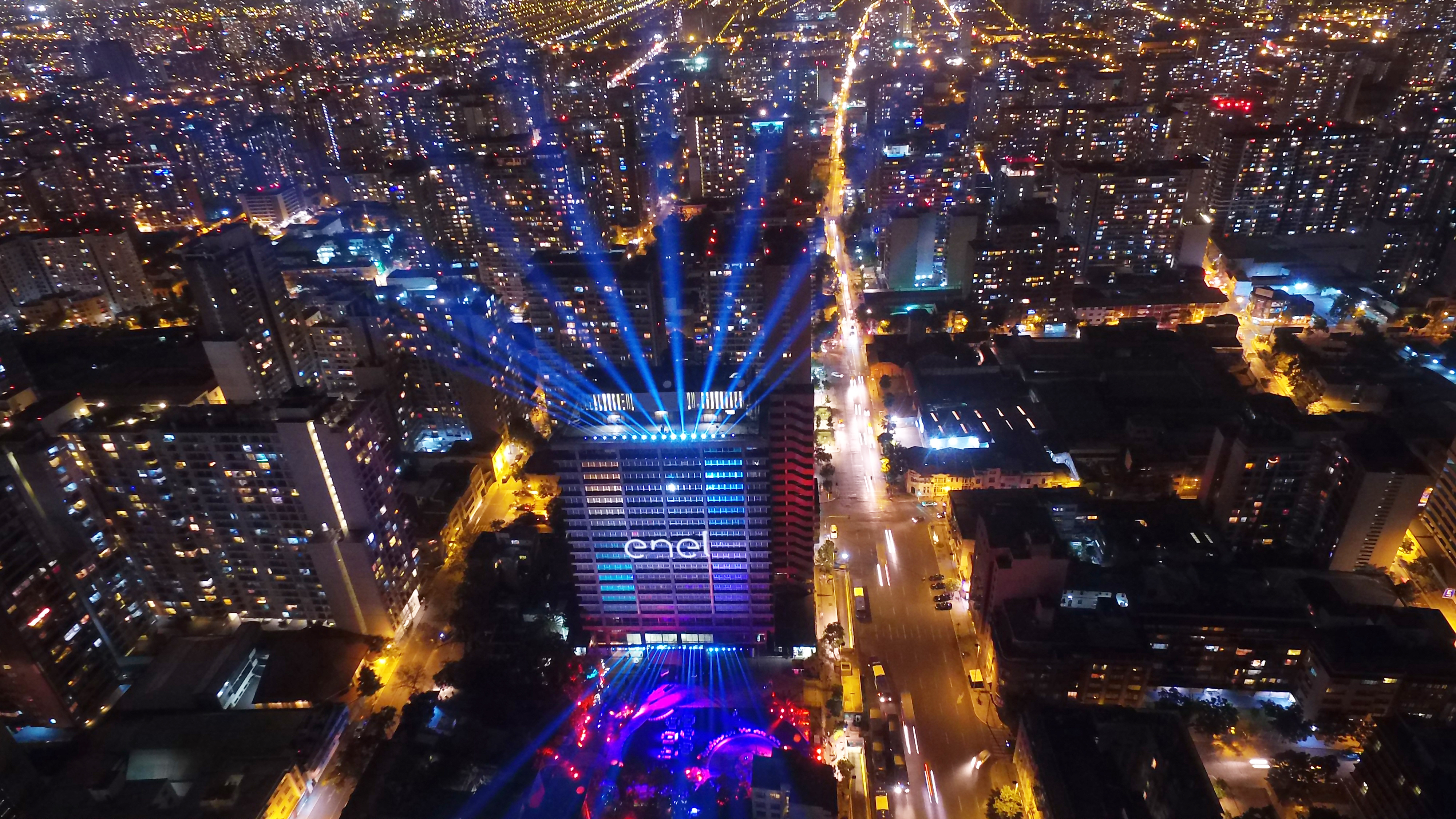
Edificio corporativo de Enel Chile en Santiago de Chile.

### Orígenes: Enersis S.A, Endesa Chile y Chilectra
Enel Chile S.A. se creó producto de una reestructuración societaria que comenzó en abril de 2015, en la entonces Enersis S.A. Ésta controlaba los negocios de generación, transmisión y distribución de electricidad en Chile y otros cuatro países de la región (Argentina, Brasil, Colombia y Perú).  
En la Junta Extraordinaria de Accionistas de Enersis S.A de diciembre de 2015 se aprobó la primera parte del plan de reestructuración, denominada “La División”, creándose Enersis Chile como vehículo único de control de los activos de generación y distribución que tiene el grupo en Chile. Así, Enersis S.A. pasó a llamarse Enersis Américas S.A. controlando los negocios en los otros países de la región. Un proceso de división similar se llevó a cabo en las filiales Endesa Chile S.A. y Chilectra S.A.
En el negocio de generación, desarrollado a través de sus subsidiarias, Enel Generación Chile y Enel Green Power Chile (en adelante EGP Chile), cuenta con una capacidad instalada neta total de 8.408 MW al 31 de diciembre de 2022. Los activos de generación se encuentran diversificados, con foco en energías renovables, las cuales representan un 76% de la capacidad instalada de Enel Chile Es así como 3.508 MW corresponden a unidades de generación hidroeléctricas, 2.050 MW a centrales térmicas que operan con gas o petróleo, 2.042 MW a plantas solares, 725 MW a unidades de generación eólica y 83 MW a capacidad geotérmica. La producción eléctrica neta consolidada alcanzó los 22.215 GWh, en tanto que las ventas de energía sumaron 32.120 GWh a diciembre de 2022.
Enel Chile participa en la distribución de energía eléctrica a través de su subsidiaria Enel Distribución Chile, una de las Compañías de distribución eléctrica más grande de Chile, en términos de número de clientes regulados, activos de distribución y ventas de energía. Opera en un área de concesión de 2.105 km², bajo una concesión indefinida otorgada por el Gobierno de Chile distribuyendo electricidad en 33 comunas de la Región Metropolitana que incluyen las zonas de las subsidiarias Enel Colina S.A.  
El área de concesión de Enel Distribución Chile es una zona de alta densidad de consumo, en ella se concentra una proporción importante de la población del país y también alberga a una alta concentración de actividades empresariales, parques industriales, pequeña industria y comerciales. En 2022, la Compañía entregó servicio de energía eléctrica a 2.079.639 clientes, un 2% más que en 2021. Asimismo, durante 2022, Enel Distribución Chile vendió 14.210 GWh a sus clientes finales.

### Transición a Enel Chile (2016-presente)
El 28 de septiembre de 2016, los accionistas de Enersis Américas, Endesa Américas y Chilectra Américas aprobaron la segunda parte del plan denominado “La Fusión”. Enersis Américas absorbió así los negocios de Endesa Américas y Chilectra Américas. Además, en dicha junta se cambió el nombre de Enersis Américas S.A. por Enel Américas S.A. 
El 4 de octubre de 2016, los accionistas de Enersis Chile, Endesa Chile y Chilectra cambiaron sus nombres a Enel Chile, Enel Generación Chile y Enel Distribución Chile, respectivamente.
En diciembre de 2017, la Junta Extraordinaria de Accionistas de Enel Chile aprobó llevar a cabo la operación denominada Proyecto Elqui, con la cual se materializó una reorganización societaria para fusionar por incorporación los activos de Enel Green Power Latin América S.A. en Chile. De esta manera, todas las operaciones de generación -tanto convencional como renovable no convencional- del Grupo Enel en el país pasaron a ser gestionadas por Enel Chile a través de sus filiales.
En septiembre de 2018, Enel Chile anunció la creación de una nueva empresa filial, cuya razón social es Enel X Chile S.p.A., la cual tiene por objeto social, entre otros, desarrollar, implementar y vender productos y servicios relacionados con la energía que incorporen innovación, tecnología de punta y tendencias del futuro.
El 31 de diciembre de 2020, Enel Generación Chile procedió a la desconexión y cese de operaciones de la Unidad 1 de Central Bocamina, en Coronel. De esta manera y luego del cierre de la Central Tarapacá, el 31 de diciembre de 2019, la compañía avanza a paso firme en el proceso de descarbonización de su matriz de generación, adelantando en tres años el plazo comprometido para el término de la operación de esta unidad. 
Con el fin de dar cumplimiento a lo dispuesto en la Ley N°21.194 denominada “Ley Corta de Distribución”, particularmente en relación con el giro exclusivo para las empresas concesionarias de servicio público de distribución, se llevó a cabo la división de los activos de la sociedad Enel Distribución Chile y se creó la empresa Enel Transmisión Chile el día 1 de enero de 2021. A esta última sociedad, se le asignaron los activos y pasivos asociados al segmento de transmisión de energía eléctrica, incluyendo líneas y subestaciones, en tanto que Enel Distribución Chile concentrará exclusivamente el negocio de distribución de energía eléctrica. En línea con lo anterior, Empresa de Transmisión Chena S.A. pasó a ser subsidiaria de Enel Transmisión Chile a partir del 1 de enero de 2021.
El 1 de mayo de 2022 y luego de su aprobación en la última Junta Extraordinaria de Accionistas de Enel Chile, se creó la sociedad Enel X Way Chile con el fin de potenciar la movilidad eléctrica sostenible en el país con foco en el desarrollo de tecnologías y soluciones de movilidad flexible y carga eléctrica, apoyando la electrificación del transporte para consumidores, empresas y ciudades. La propiedad de Enel X Way Chile pertenece en un 49% a Enel Chile y un 51% a Enel X Way SpA. La nueva línea de negocios global del Grupo Enel, Enel X Way, dedicada a la movilidad eléctrica, ya está activa en 17 países de Europa, América y Asia, gestionando 320.000 puntos de recarga públicos y privados tanto directamente como a través de acuerdos de interoperabilidad.
El 30 de septiembre de 2022, en el marco de su estrategia de Transición Energética Justa, Enel Generación Chile desconectó de manera definitiva la Unidad 2 del Complejo Termoeléctrico Bocamina en Coronel, la última de las dos unidades de esta planta, transformándose así en la primera compañía del sector eléctrico en dejar de utilizar carbón en sus operaciones en Chile. Tras el cierre de Bocamina, la Compañía cumplió con el desafío asumido en 2019 al suscribir el Acuerdo Nacional de Descarbonización, 18 años antes de lo comprometido inicialmente.
El 9 de diciembre de 2022, Enel Chile concretó la venta de su subsidiaria Enel Transmisión Chile a Sociedad Transmisora Metropolitana SpA (sociedad controlada en un 100% por Inversiones Grupo Saesa Ltda.) a través de una Oferta Pública de Acciones llevada a cabo entre el 7 de noviembre y el 6 de diciembre pasados. De esta forma, la totalidad de las acciones de propiedad de Enel Chile emitidas por Enel Transmisión Chile S.A., equivalentes a un 99,09% de esta última, fueron transferidas al nuevo accionista controlador, recibiendo Enel Chile la cantidad de USD$1.399 millones por esta compraventa.

## Iniciativas sociales

### Premio Energía de Mujer
El Premio "Energía de Mujer" es un reconocimiento de carácter nacional que busca destacar y fortalecer el rol de la mujer en la sociedad. Nació en 2007 como una forma de celebrar el Día Internacional de la Mujer. A la fecha se ha premiado a más de 100 mujeres, desde la expresidenta de la República, Michelle Bachelet, hasta representantes del mundo de las artes, el deporte, las comunicaciones, dirigentes sociales y emprendedoras. A través de este premio, se reconoce a mujeres que han contribuido de manera significativa, desde sus distintos campos de acción, al desarrollo de la sociedad chilena.

### Copa ENEL
Copa Enel es el torneo de baby-fútbol infantil más importante de Chile fundado en 2002. Participan niños y niñas de hasta 13 y 15 años de edad, respectivamente, y se efectúa en las comunas ubicadas dentro de la zona de concesión de Enel Distribución en la Región Metropolitana (33 comunas). Además, en la versión 2022 participaron las comunas de San Clemente en la Región del Maule; Concepción en la Región del Biobío y Calama en la Región de Antofagasta, constituyendo así la competencia a nivel nacional.
Esta iniciativa busca fomentar el deporte y la vida sana en un entorno familiar, además de reforzar valores como la integración y superación de quienes participan en este campeonato. El embajador de la Copa Enel es Iván Zamorano, excapitán de la selección chilena de fútbol y exgoleador del Real Madrid e Inter de Milán, quien participa y acompaña el torneo en sus diferentes etapas. Los campeones de la Copa Enel, tanto en hombres como mujeres, ganan la oportunidad de disputar en Italia la “Copa de la Integración”, donde se enfrentan a la sub-13 y sub-15 del Inter de Milán.

## Sustentabilidad
Enel Chile ha adoptado el modelo de negocios de su matriz, Enel SpA, que tiene como prioridad el equilibrio social, medioambiental y económico. La compañía ha suscrito seis de los 17 Objetivos de Desarrollo Sostenible de la ONU y estableció como objetivo desarrollar fuentes de generación de energía limpias e invertir en negocios sin emisiones directas.
El modelo de negocios de Enel Chile ha sido reconocido en los principales índices de sustentabilidad en la región, como el Dow Jones Sustainability Indices, FTSE4Good Index Series, Sustainalytics, MSCI y Vigeo Eiris.